# Vegetationszone

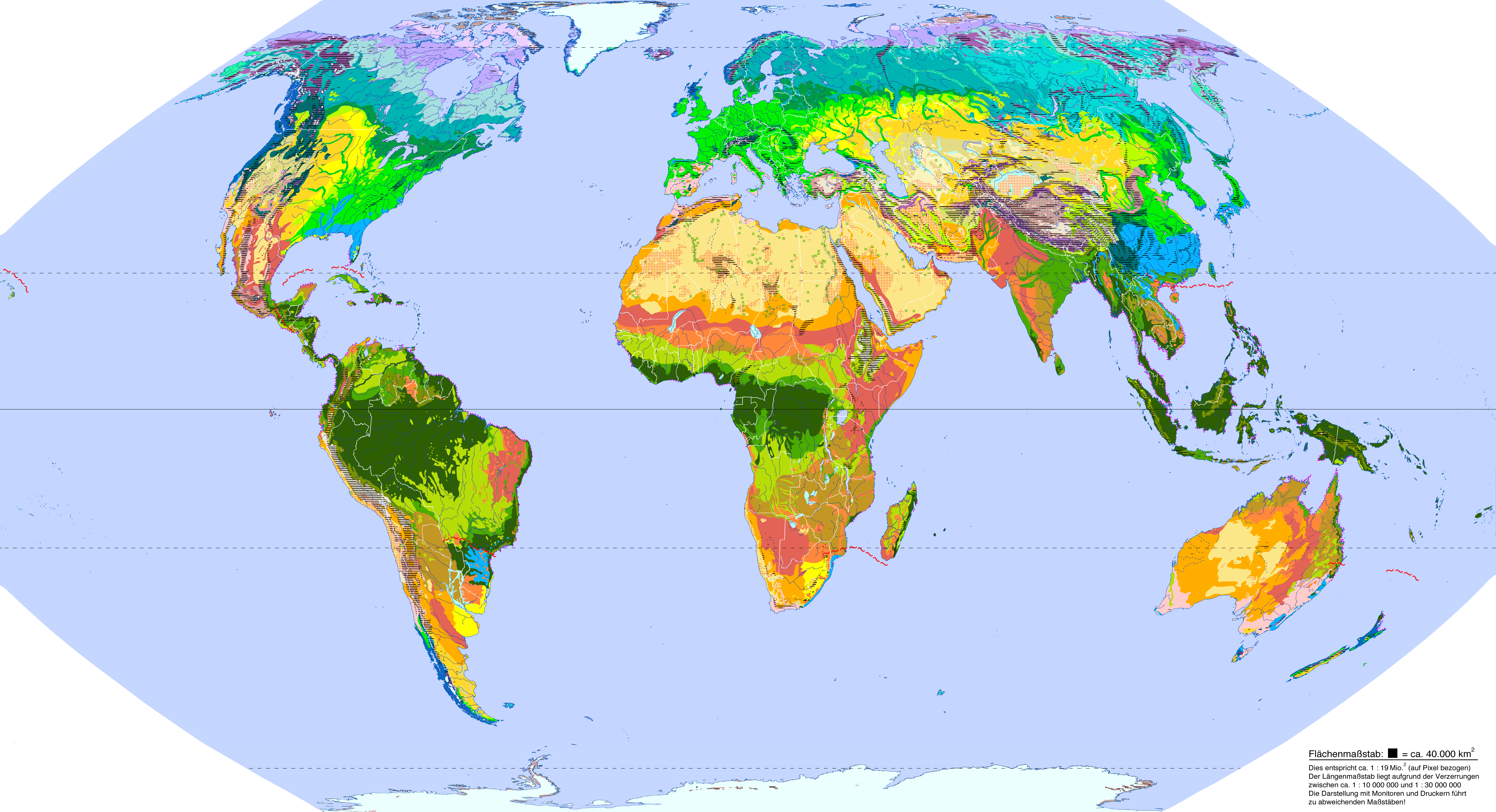
Vegetationszonen der Erde: ca. 30 Räume mit ähnlichem Pflanzenbewuchs

Vegetationszone (auch Florenzone, jedoch nicht Florenreich) nennt man einen Ausschnitt der irdischen Landfläche nach der größtmöglichen Zusammenfassung ähnlicher, natürlich entstandener Pflanzenformationen (etwa großflächig landschaftsprägende Wald- oder Offenlandtypen), die gleichartige klimatische Bedingungen benötigen und aufgrund der geographischen Breite ihres Vorkommens einer bestimmten thermischen Klimazone zugeordnet werden können.
Bei dieser Festlegung ist es unerheblich, ob es sich um nah verwandte Arten konkreter Pflanzengesellschaften innerhalb der Vegetation handelt oder nicht (Die verwandtschaftlichen Beziehungen aufgrund einer gemeinsamen Evolution der Pflanzenwelt werden geographisch als Florenreiche bezeichnet). Entscheidend für die Vegetationszonen sind stattdessen ähnliche Anpassungsstrategien unterschiedlicher Arten an das vorherrschende Klima. Demnach spiegeln die Vegetationszonen im engeren Sinne die Klimazonen der Erde wider, die von den Tropen bis zu den beiden polaren Zonen wie Gürtel um die Erde liegen. Im Gegensatz zu den sehr ähnlichen Klimazonenkarten der sogenannten Effektiven Klimaklassifikation basieren Vegetationszonen-Modelle jedoch mehr auf Beobachtungsdaten als auf Messwerten.
Wäre die gesamte Erde eine vollkommen ebene Landmasse ohne Meere und Gebirge, würden die Klima- und Vegetationszonen völlig geradlinig und parallel um die Erde herum verlaufen. In der Realität haben jedoch insbesondere die Meere (als Hauptquelle der Niederschlagsverteilung) einen großen Einfluss auf das Klima und sorgen für einen unregelmäßigeren Zonenverlauf. Dementsprechend weicht auch die Vegetation von der breitenzonalen Linienführung ab und ist entweder mehr ozeanisch oder mehr kontinental geprägt. Jedoch weisen nicht alle Modelle der Vegetationszonen diese Unterschiede auf. Innerhalb der Zonen oder zonenübergreifend gibt es eine von der Höhe abhängige Vegetation (siehe Höhenstufe), sodass die Obergrenze der zonalen Vegetation (je nach den lokalen Klimaverhältnissen) zwischen 500 und 1500 Meter über dem Meeresspiegel liegt.
Es gibt keinen allgemeingültigen Standard zur Festlegung der Kriterien für globale Biome, sodass die Kartenbilder, Benennungen und die Anzahl der Biome verschiedener Modelle voneinander abweichen. Überdies existiert eine Vielzahl von Grenzwerten und Aussagen, die über Jahrzehnte unkritisch beibehalten wurden, obwohl sie modernen Erkenntnissen teilweise nicht mehr entsprechen. Vergleiche werden dadurch erheblich erschwert.

## Abgrenzung des Begriffes
Bei den Vegetationszonen handelt es sich um das klassische Zonale Modell der Biogeographie, das bereits Anfang des 18. Jahrhunderts ausgearbeitet wurde (Einzelheiten zur Wissenschaftsgeschichte siehe unter Geozone).
Im Gegensatz zu den jüngeren Konzepten der Zonobiome oder der Ökozonen ist es stärker auf die Vegetation als auf das Klima bezogen. In der Literatur werden diese (und weitere) Bezeichnungen allerdings häufig gleichbedeutend verwendet. Man kann jedoch in der Regel an der Zahl der unterschiedenen Zonen und Formationen erkennen, um welches Modell es sich handelt. Werden mehr als 20 verschiedenen Typen unterschieden, sind Vegetationszonen dargestellt, selbst wenn die Begrifflichkeit manchmal etwas anderes suggeriert. Ein gutes Beispiel sind die „Ecozones“ der FAO (siehe Karte im Artikel Landschaftszone), die nicht mit dem deutschen Modell der „Ökozonen“ verwechselt werden sollten.

## Grundlagen und Grenzziehungsproblematik

### Vegetation
Ausgangspunkt für die Einteilung der Zonen ist immer die potentielle natürliche oder Klimaxvegetation, die sich ohne den Einfluss des Menschen in einem abgrenzbaren Gebiet entwickeln würde. Kulturräumliche Aspekte, die beim Ökozonen-Modell in Maßen mit einfließen, sind hier nicht relevant. Zur Festlegung der Zonen fasst man benachbarte Pflanzenstandorte mit engen Wechselbeziehungen zu größeren Einheiten, den „Pflanzenformationen“ zusammen. Anschließend werden die Formationen der gleichen Klimazone zu noch größeren „Großformationen“ zusammengefasst. Hier liegen die Gemeinsamkeiten vor allem in ähnlichen Anpassungsstrategien der „Leitvegetation“ an das vorherrschende Klima. Je nach Bedarf erfolgt noch eine weitere Zusammenfassung, um schlussendlich zu einer Vegetationszone zu gelangen. Das Standardwerk Atlas zur Biogeographie von Schmithüsen weist in den Kontinentkarten 154 verschiedene Pflanzenformationen auf, die auf der Weltkarte zu 30 zonalen Biomtypen verschmolzen wurden.
| Schritt | Komponenten                                                                                                | zusammengefasst zu                                                  |
| ------- | --- | ------------------------------------------------------------------- |
| 1       | Biotope: Verschiedene Buchenwaldtypen Europas + Bach- und Flussauen + eingestreute Gewässer und Moore usw. | Pflanzenformation „Sommergrüne Buchenwälder Europas“                |
| 2       | + ähnliche Wälder Nordamerikas u. Asiens                                                                   | Pflanzenformation „Sommergrüne Wälder der Nordhalbkugel“            |
| 3       | + ähnliche Wälder der Südhalbkugel                                                                         | Pflanzenformation „Sommergrüne Laubwälder der gemäßigten Klimazone“ |
| 4       | + Pflanzenformation „Immergrüne gemäßigte Laubwälder“                                                      | Vegetationszone „Laubwälder der gemäßigten Zone“                    |

Das vorgenannte Verfahren führt zwangsläufig bei jedem Schritt der Zusammenfassung und aufgrund des großen Maßstabes zu einer erheblichen (gewollten) Vereinfachung des Kartenbildes (Generalisierung). Hinzu kommt die grundsätzliche Problematik der notwendigen „künstlichen“ Grenzziehung zwischen Pflanzenformationen, die in der Realität natürlich fließend ineinander übergehen (Näheres dazu siehe unter Landschaftszone).

### Klima
Die von Norden nach Süden gegliederte Abfolge unterschiedlicher Klimate geht auf die Kugelgestalt der Erde zurück und ist die Grundlage aller geozonaler Modelle. Das Klima nimmt Einfluss auf alle anderen Elemente eines Ökosystems und steht in der Reihe der äußeren Einflussfaktoren an erster Stelle. Moderne Zonenkonzepte verwenden die effektive Klimaklassifikation, die Daten zum Jahresgang der Temperaturen und von der Häufigkeit, der Verteilung und der Menge der Niederschläge bereitstellt. Aus diesen klimatischen Einflussfaktoren lassen sich bereits die wichtigsten Pflanzenformationen und Biomtypen ableiten:
| Monate mit Mitteltemperatur > 10 °C | Jahresniederschlag (mm) | Jahresniederschlag (mm) | Jahresniederschlag (mm) | Jahresniederschlag (mm) | Jahresniederschlag (mm) | Jahresniederschlag (mm) |
| Monate mit Mitteltemperatur > 10 °C | bis 125                 | bis 250                 | bis 500                 | bis 1000                | bis 2000                | über 2000               |
| ----------------------------------- | ----------------------- | ----------------------- | ----------------------- | ----------------------- | ----------------------- | ----------------------- |
| 0                                   | Flechtentundra          | Zwergstrauchtundra      | Wiesentundra            |                         |                         |                         |
| 1 bis 4                             |                         | Sommergrüner Nadelwald  | Immergrüner Nadelwald   | Sommergrüner Laubwald   |                         |                         |
| 5 bis 7                             | Wüste                   | Wüstensteppe            | Steppe                  | Sommergrüner Laubwald   | Gemäßigter Regenwald    |                         |
| 8 bis 12                            | Wüste                   | Halbwüste               | Dornsteppe              | Hartlaubvegetation      | Subtropischer Regenwald |                         |
| 12                                  | Wüste                   | Halbwüste               | Dornsavanne             | Trockensavanne          | Feuchtsavanne           | Tropischer Regenwald    |

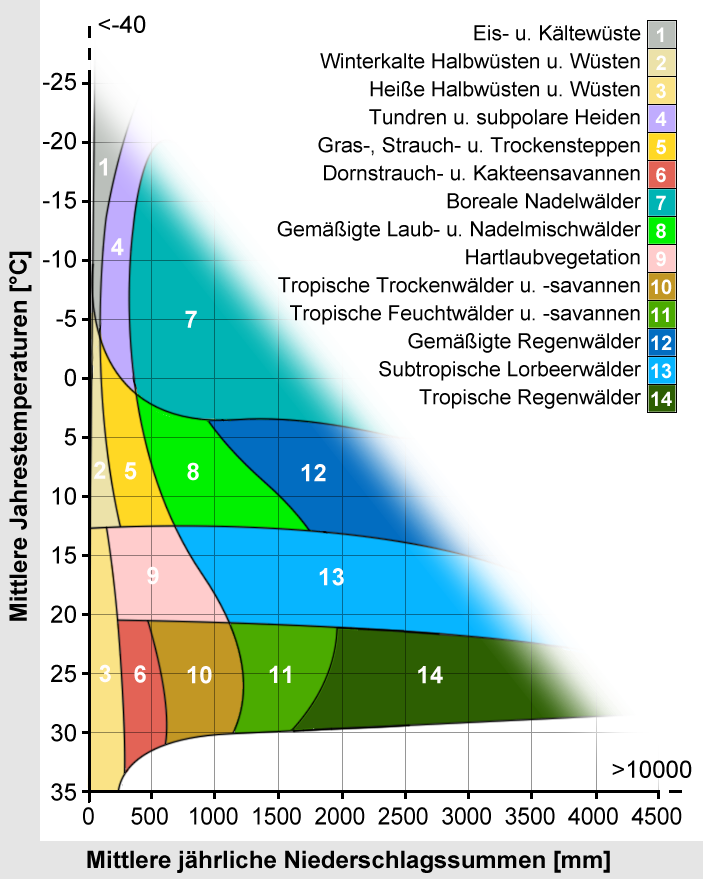
Stark idealisierte Darstellung der wichtigsten terrestrischen Pflanzenformationen in Bezug zu Temperatur und Niederschlag (vergleiche die „klassische“ Grafik nach Dansereau und Whittaker)

Neben der Abfolge von Nord nach Süd gibt es einen Gradienten vom Rand zur Mitte der Kontinente: In der Nähe der Ozeane ist das Klima ausgeglichener und feuchter (Meeresklima), die Temperaturen werden von der Temperatur des angrenzenden Wassers beeinflusst. Im Innern der Kontinente ist es trockener und die Temperatur schwankt im Jahresverlauf viel stärker (kontinentales Klima).
Eine Idealverteilung nach der Kombination von Jahrestemperatur und -niederschlag – wie sie die nebenstehende Grafik zeigt – ist jedoch ein rein theoretisches Konstrukt, das nur sehr spezifische Schlussfolgerungen zulässt. Die abgebildeten Grenzen zwischen den Formationen liegen irgendwo in der Mitte großflächiger Überschneidungen (die nicht dargestellt werden). Grundlage sind die jeweiligen Temperatur- und Niederschlagsspannen, bei der die abgebildeten Vegetationstypen der Ebenen (Planare- und kolline Höhenstufe) nach heutigen Erkenntnissen in idealtypischer Weise weltweit ihr häufigstes Vorkommen haben (siehe Globale terrestrische Formationen).
Für bessere Definitionen der Abgrenzung sind weitere Parameter notwendig: Etwa die Dauer der Vegetationsperiode, Anzahl der ariden bzw. humiden Monate, Kontinentalität, Relief, Luft- und Bodenfeuchte, Nährstoffangebot, Struktur des Untergrundes, lokale Entwicklungsgeschichte der Vegetation, benachbarte Formationen, Einfluss großer Tierherden u. v. m. Die mit Abstand größte Abweichung wird durch das Fehlen des Faktors Vegetationsperiode verursacht, die aus dem Wechsel von warm zu kalt und/oder feucht zu trocken in den verschiedenen Klimazonen resultieren. So werden etwa die Feucht- und Trockensavannen sowie die tropischen Feucht- und Trockenwälder als alternative Vegetationsformen betrachtet, deren Entstehung maßgeblich von den Bodenverhältnissen abhängt: Staunässe verhindert etwa das Aufkommen von Bäumen, so dass Gräser im Vorteil sind.

### Feuer
Sowohl Feucht- und Trockensavannen als auch Hartlaub-Buschland sind sogenannte Feuerlandschaften, da sie auf waldfähigen Standorten wachsen. Sie weisen die gleichen klimatischen Voraussetzungen wie tropische Trockenwälder und subtropische Hartlaubwälder auf; die Sukzession wird jedoch durch regelmäßig häufige Feuer immer wieder unterbrochen, sodass es zu der ungewöhnlichen Koexistenz von feuerresistenten Bäumen und schnellwachsenden, flächendeckenden Gräsern und/oder Sträuchern kommen kann. Viele Pflanzen gehören hier zu den Pyrophyten, die vom Feuer in irgendeiner Weise gefördert werden. Überdies bilden grasreiche, offene Feuerlandschaften mit ihren nährstoffreichen Pflanzen hervorragende Bedingungen für große Herden von Pflanzenfressern oder Weidevieh.
Tatsächlich wurden Teile einiger Zonen seit Jahrtausenden anthropogen verändert (ebenfalls durch Feuer für Jagden oder Beweidung). Ein bekanntes Beispiel sind der Campo in Südamerika und das Highveld-Grasland in Südafrika, die beide potenziell zum Lorbeerwald-Biom gehören, jedoch bereits seit der Vorgeschichte subtropische Grasländer sind. Dennoch werden sie vegetationsgeographisch im Allgemeinen als natürliche Formen angesehen.
Bei den Feuerökosystemen bleibt meistens offen, welchen Anteil Feuer, Tier oder Mensch an der Entstehungsgeschichte haben.

### Nicht zonale Pflanzenformationen

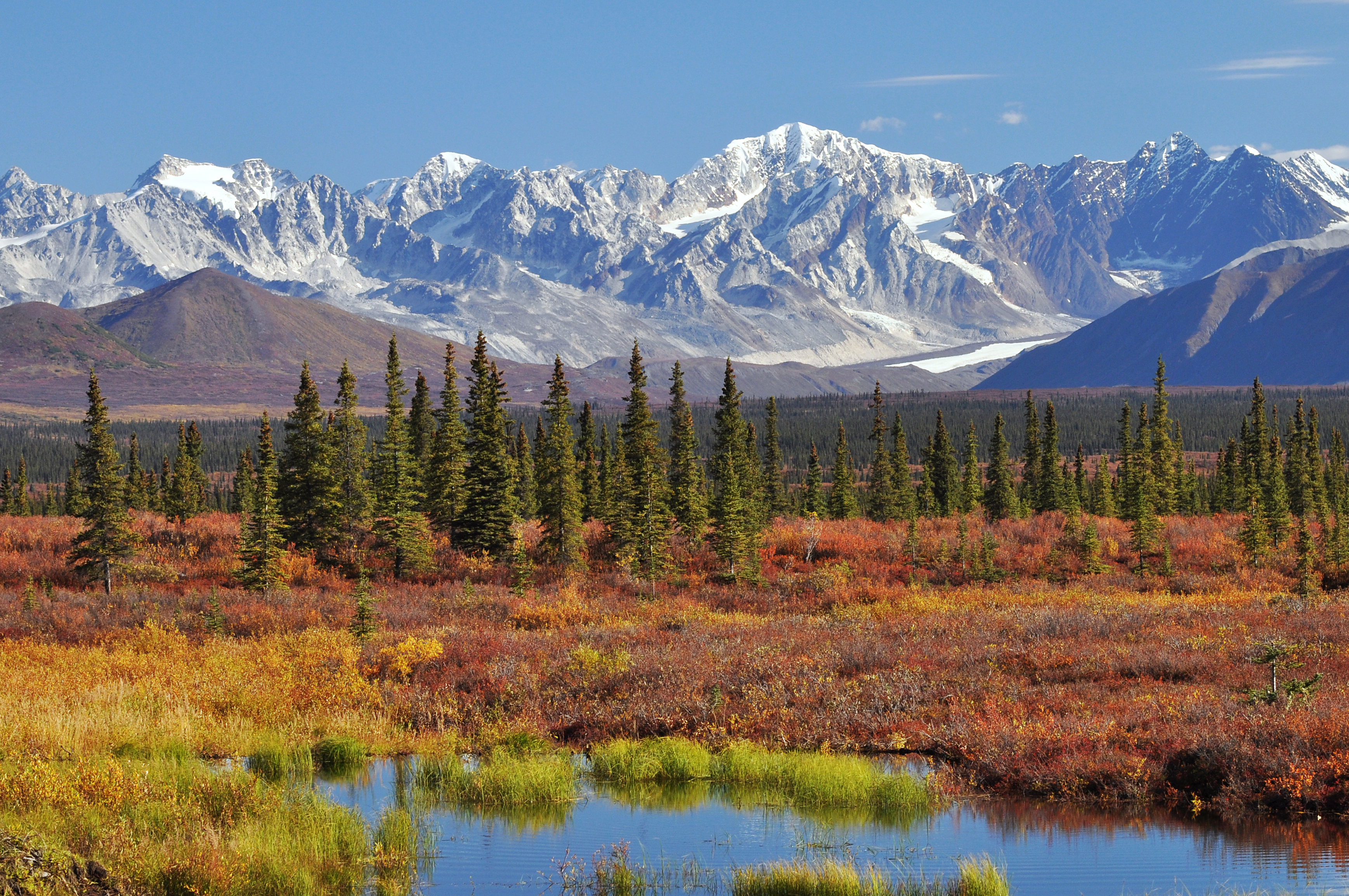
Im Vordergrund ein azonales Feuchtbiotop, im Mittelgrund die zonale Taiga und im Hintergrund extrazonale Tundra und Felsregion der Alaska Range

Nicht alle beobachteten Pflanzenvorkommen lassen sich mit dem Konzept der Vegetationszonen in Übereinstimmung bringen: Gelegentlich sind an einem Standort außergewöhnliche äußere Bedingungen wirksam, die eine azonale bzw. extrazonale Vegetation entstehen lassen. Besonders auffällig trifft das auf die extrazonale Vegetation der Gebirge zu.
Hinzu kommen weitere nicht zonale Formationen wie Riedflächen in Flussauen, Salzwiesen an den Küsten, Salzseen und einige mehr.
Die heutige räumliche Verteilung der Pflanzen spiegelt auch die geologische Entwicklung der Kontinente wider. Diese unterschiedliche Entwicklungsgeschichte der Pflanzen in voneinander getrennten Gebieten wird durch die Florenreiche – nicht durch Vegetationszonen! – erfasst.

### Verschiebung durch Epochen des Klimawandels

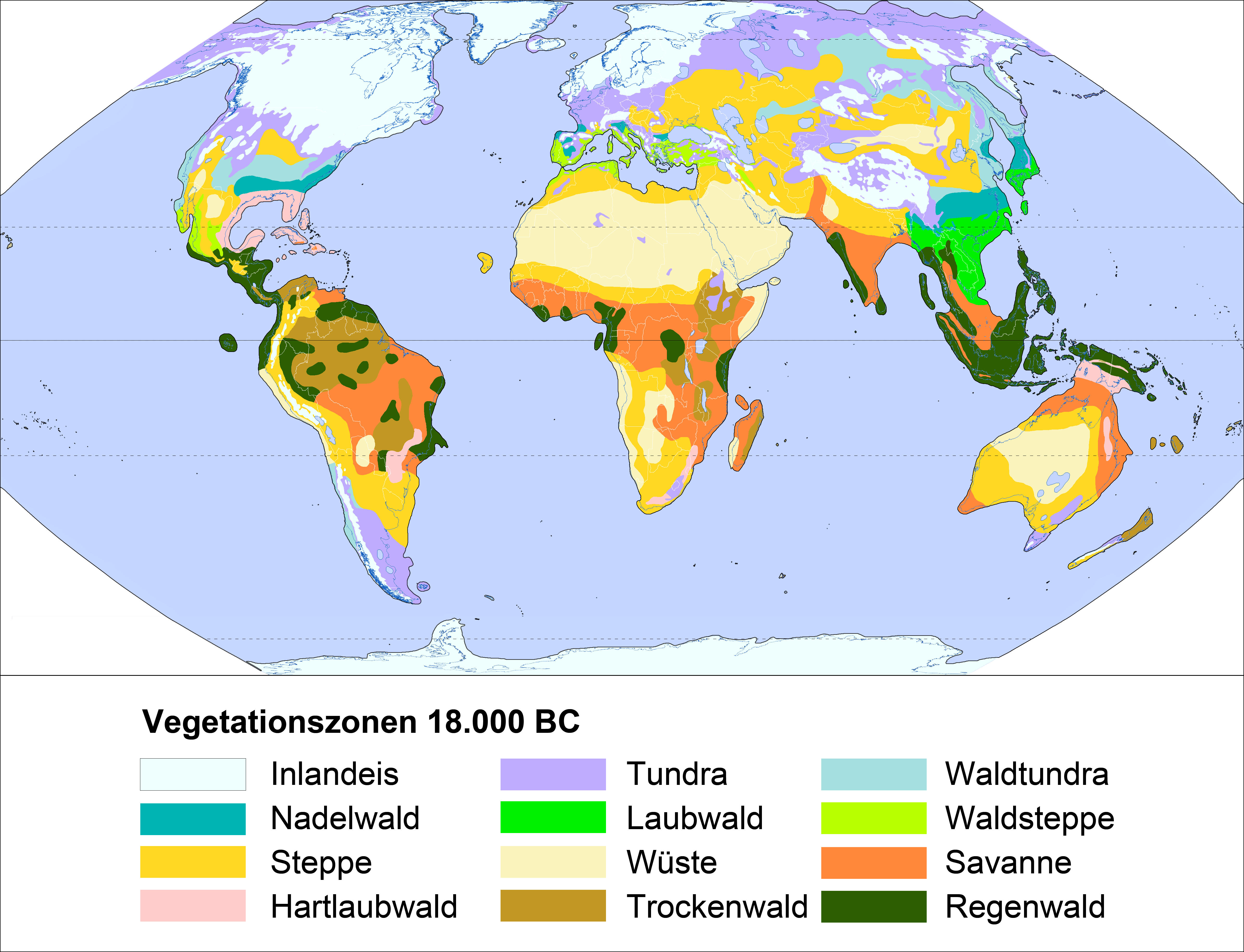
Mögliche Verteilung der Vegetationszonen während des letzteiszeitlichen Maximums

Die heute vorliegenden Vegetationszonen waren auf der Nordhalbkugel der Erde (primär beiderseits des Atlantiks) während des Klimawechsels der Eiszeit weit nach Süden verschoben. Der Verlauf der Vegetationsgürtel und deren Rückverlagerung in ihre heutige postglaziale Position hatte entscheidenden Einfluss auf die Entwicklung der Menschheit in Richtung Neolithikum.
Die derzeit stattfindende, vom Menschen verursachte globale Erwärmung wird zweifellos im Laufe der kommenden Jahrzehnte zu einer erneuten Verschiebung der Klima- und Vegetationszonen führen. In der Regel wird es sich um eine Nordverschiebung (bzw. Höhenverschiebung der Höhenstufen) handeln.

## Die Vegetationszonen der Erde
Die folgende Karte „Vegetationszonen und nicht zonale Pflanzenformationen“ zeigt sehr detailliert 26 abgrenzbare Vegetationszonen und 14 nicht zonale Groß-Pflanzenformationen der Erde.
|  Eisschilde u. Gletscher             |  Immergrüner borealer Nadelwald      |  Winterkalte Halbwüsten          |  Trockensavannen                            |
|  Kältewüste                          |  Außerboreale Gebirgsnadelwälder     |  Winterkalte Wüsten              |  Dornstrauch- u. Kakteensavannen            |
|  Flechten- u. Moostundra             |  Gemäßigte Küsten-Regenwälder        |  Hartlaubvegetation              |  Tropische Trockenwälder                    |
|  Zwergstrauch- u. Wiesentundra       |  Laub- u. Nadelmischwälder           |  Heiße Halbwüsten                |  Regengrüne Feuchtsavannen                  |
|  Bergtundra, alpine Matten u. Heiden |  Gemäßigte Laub- u. Auenwälder       |  Heiße Wüsten                    |  Trop. u.ʅ subtrop. Regengrüne Feuchtwälder |
|  Subpolare Wiesen, Heiden u. Moore   |  Gemischte Waldsteppen               |  Trop. u. subtr. Hochlandsteppen |  Trop. u.ʅ subtrop. Regenwälder             |
|  Laubholz Waldtundra u. boreale Auen |  Grassteppen u. ä., Salzwiesen       |  Subtropische Bergwälder         |  Tropische Wolken- u. Nebelwälder           |
|  Nadelholz Waldtundra                |  Strauch- u. Trockensteppen          |  Subtropische Feuchtwälder       |  Riedsümpfe u. flutende Wasserpflanzen      |
|  Sommergrüner borealer Nadelwald     | ::: = vegetationslose Wüstenregionen | :¤: = Oasenvegetation            | ••• = Mangrovenküsten                       |
| ≡ = Gebirgszüge                      |                                      |                                  |                                             |

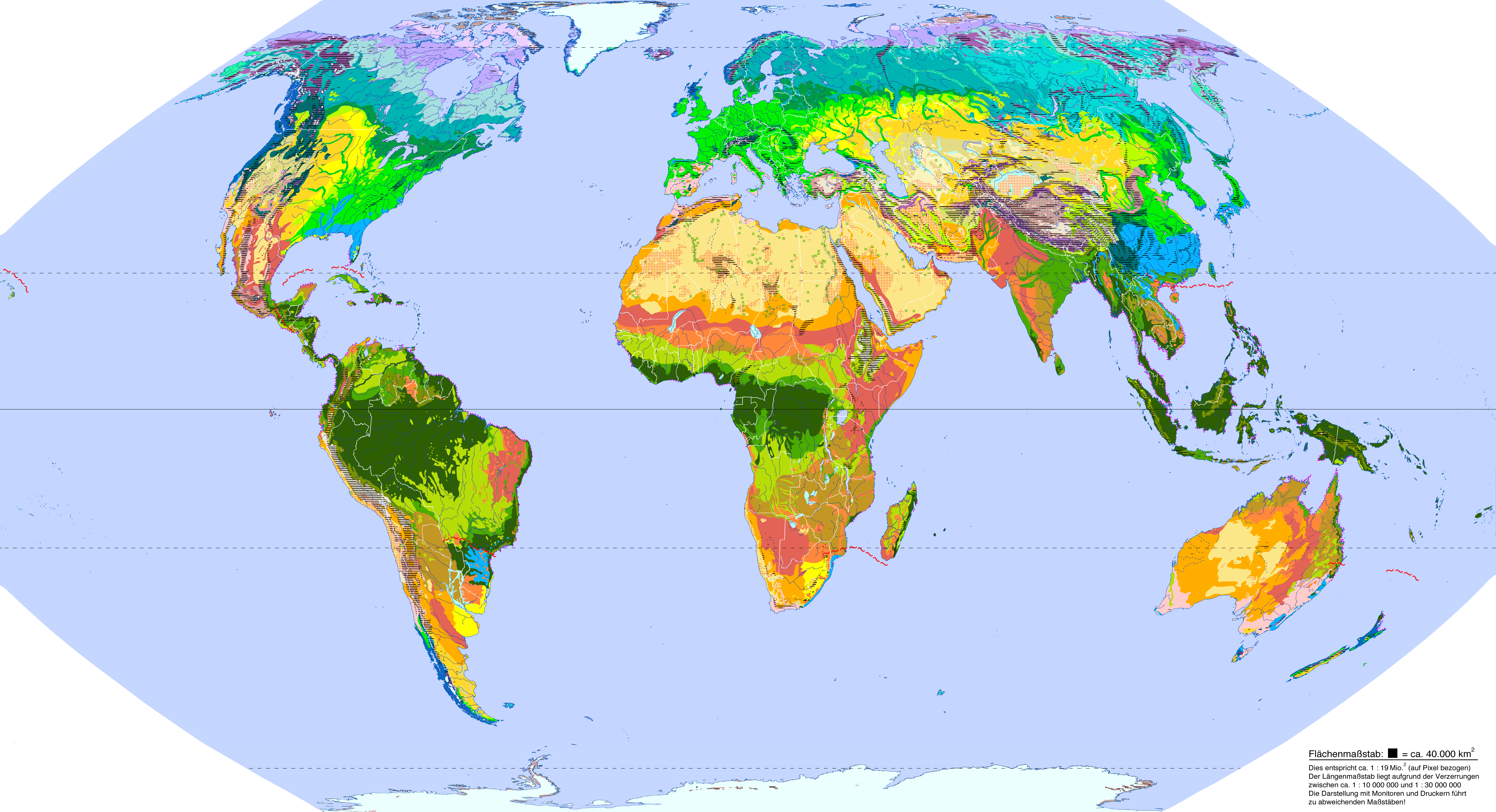
(weitgehend flächentreue Eckert VI-Kartenprojektion)
Hier klicken, um eine große, „frei verschiebbare“ Kartenansicht mit gleichzeitig sichtbarer Legende zu erhalten:

Vom Nordpol zum Äquator finden sich heute folgende grundlegende Vegetationszonen in den entsprechenden Klimazonen:
1. Polarklimate (ca. 16 %) mit den Eisschilden (ca. 9 %), den nahezu vollkommen vegetationslosen polaren Kältewüsten (ca. 1 %) und den Tundren (ca. 5 %), die auf der Karte noch einmal in zwei verschiedene Typen untergliedert sind. Während ca. 80 % der Eisschilde auf die Antarktis der Südhalbkugel entfallen, liegen 99 % der Tundren in der nordischen Arktis. Weitere Eisgebiete (Gletscher, ca. 0,2 %) und vegetationsfreie Kältewüsten (ca. 1 %) liegen außerhalb der Polargebiete (extrazonal) in den Hochgebirgen der Erde. Aufgrund der Ähnlichkeiten der Pflanzendecke fasst die Karte die extrazonalen alpinen Matten und Heiden anderer Klimazonen mit der nordischen Bergtundra (ca. 2 %) zusammen. Die beiden jeweils extrazonalen Typen der insgesamt zonalen Waldtundren und die azonalen subpolaren Wiesen, Heiden und Moore (ca. 3 %) der Subarktis leiten zu den borealen Wäldern über (bis auf die „Magellan-Tundra“ des südlichsten Südamerikas).
2. Kaltgemäßigte boreale Nadelwaldzone (ca. 9 %) mit den jeweils azonalen immergrünen Nadelwäldern (ca. 6 %) und den sommergrünen (Lärchen)-Nadelwäldern Ostsibiriens (ca. 3 %), die ebenfalls nur auf der Nordhalbkugel vorkommen.
3. Kühlgemäßigte Klimazone (ca. 19 %): Die Winter sind hier milder und kürzer als weiter polwärts, die Länge der Vegetationsperiode steigt entsprechend. Die Vegetation wird hier entscheidend durch die Verfügbarkeit von Wasser, also der Menge und Häufigkeit der Niederschläge bzw. durch die Entfernung vom Meer geprägt. Man kann daher innerhalb der kühlgemäßigten Zone drei Bereiche unterscheiden:
  1. Zone der winterkahlen und sommergrünen Laub- und Nadelmischwälder (ca. 7 %), in der Wasser nicht zum Mangelfaktor wird, also ganzjährig verfügbar ist. Im Übergang von den borealen Wäldern sind sie häufig als Laub- und Nadelmischwälder (ca. 2 %) ausgeprägt. Die bewaldeten Flussauen der gemäßigten Laub- und Auenwälder (ca. 6 %) reichen mit ihren sommergrünen Gehölzen an den Flüssen noch weit in die Steppenzone hinein. Wälder mit immergrünen Laubbäumen am Südrand der gemäßigten Zone werden in der Regel mit zu den Sommergrünen Laubwäldern gerechnet. Unter hochozeanischen Bedingungen entstehen immergrüne gemäßigte Küstenregenwälder (ca. 0,5 %), wie z. B. an der amerikanischen Westküste (British Columbia und Chile). Ihre Zuordnung zu den Zonen oder extrazonalen Formationen ist uneinheitlich.
  2. Zone der Steppen (und subtropischen Grasländer) (ca. 8 %), die hier in die Gemischten Waldsteppen (ca. 2 %), Grassteppen, subtropische Grasländer und Salzwiesen (ca. 2 %) sowie Strauch- u. Trockensteppen (ca. 4 %) untergliedert sind. (Die mit aufgeführten Salzwiesen stellen eine nicht zonale Pflanzenformation geringer Fläche dar, die nur aufgrund ihres steppenartigen Charakters mit den Grassteppen zusammengefasst wurde. Klimatisch zonal, jedoch anthropogen oder aufgrund besonderer historischer Verhältnisse entstanden sind die Grasländer der immerfeuchten Subtropen, die ebenfalls einen steppenähnlichen Charakter aufweisen).
  3. Zone der winterkalten Halbwüsten und Wüsten (ca. 3 %) im Inneren der Kontinente mit starken Wärme-Kälte-Extremen und sehr wenig Niederschlag. Hier ist – wie in der Tundra – kein Baumwachstum möglich. Der größere Anteil entfällt in der Nordhemisphäre auf die Halbwüsten (ca. 2 %). Von den winterkalten Wüsten (ca. 1 %) ist etwa die Hälfte nahezu vegetationslos. Diese extrem lebensfeindlichen Gebiete liegen zu rund 95 % in Zentralasien.
4. Subtropische Klimazone (ca. 19 %)
  1. Zone der immergrünen Hartlaubvegetation (ca. 2 %) (vor allem an der Westseite der Kontinente). Diese Zone liegt unter dem Einfluss zyklonaler Westwinde, im Sommer jedoch auch unter dem Einfluss subtropischer Hochdruckzonen (Das Gebiet der Hartlaubwälder um das Mittelmeer wird manchmal auch als mediterrane Zone bezeichnet).
  2. Zone der (vorwiegend) subtropischen (heißen) Halbwüsten und Wüsten (ca. 14 %) (extrem arides Klima). Im Gegensatz zu den winterkalten Wüsten und Halbwüsten ist hier der Anteil der Halbwüsten abgesehen von Australien überall geringer (ca. 6 %). Von den heißen Wüsten (ca. 9 %) ist etwa ein Viertel nahezu vegetationslos. Rund 60 % dieser unwirtlichen Gebiete liegen in der Sahara, rund 30 % in den sich anschließenden Wüstengebieten Vorderasiens. Von den australischen Wüstengebieten ist nur ca. 1 % vollkommen vegetationslos.
  3. Zone der subtropischen Feuchtwälder oder Lorbeerwälder. (ca. 2 %) Das sind immergrüne Laubwälder warm-feuchter Klimate (häufig an der Ostseite der Kontinente mit kräftigen Monsunregen im Sommer und hohen Temperaturen; außerdem bei sommertrocken-winterfeuchtem Klima, wenn eine regelmäßige Wolkenbildung die Sommertrockenheit abschwächt.)
  4. Einige wenige Regengrüne Feuchtwälder sowie Regenwälder der tropischen Zone reichen bis in die Subtropen und sind dort nur wenig anders ausgeprägt. Sie werden daher manchmal separat als Subtropischer Regenwald ausgewiesen. (zusammen ca. 0,4 %)
5. Tropische Klimazone (ca. 30 %)
  1. Zone der trockenkahlen (sommergrünen) sowie der teil-immergrünen Savannen (ca. 13 %), die von den Trockensavannen (ca. 3 %) über die Dornstrauch- und Kakteensavannen (ca. 5 %) bis zu den regengrünen Feuchtsavannen (ca. 5 %) einen großen Teil der Tropen einnehmen.
  2. Zone der regengrünen Feuchtwälder (ca. 3 %), die von den Savannen zu den Tropischen Regenwäldern überleiten und zum Teil aus saisonal laubabwerfenden Bäumen bestehen.
  3. Zone der Tropischen Trockenwälder (ca. 4 %), in denen es zu ausgedehnten Dürreperioden kommt.
  4. Zone der immergrünen tropischen Regenwälder (ca. 9 %).

Bei allen anderen Gebieten der Karte: Gemäßigte und subtropische Bergwälder sowie tropische Wolken und Nebelwälder bis hinauf zur subalpinen Baumgrenze (jeweils ca. 1 %), Hochlandsteppen (ca. 1 % – vorwiegend im Tibetischen Hochland und in den Hochanden), Riedsümpfe und flutende Wasserpflanzen (ca. 0,5 %), Oasenvegetation (größere Flächen ausschließlich in der Sahara, hier ca. 2 %) und Mangrovenküsten handelt es sich um weitere nicht zonale Pflanzenformationen.
Auf der Südhalbkugel der Erde folgen die Zonen Nr. 7–3 und 1 also in umgekehrter Reihenfolge. Die Zone (2), in der Nordhalbkugel von borealem Nadelwald bedeckt, liegt auf der Südhalbkugel weitestgehend in dem durch die Ozeane bedeckten Streifen und fehlt an Land.